# Castello di Volpara
Il castello di Volpara o castello dei Picchi è una fortificazione situata nel comune italiano di Volpara, in provincia di Pavia. L'edificio è posto in posizione elevata e dominante sull'altura che ospita il paese a 357 m s.l.m., si trova nell'Oltrepò Pavese.

## Storia
Probabilmente il castello risale all'XI secolo, poiché viene citato in un documento del 1014 quando venne donato al vescovo di Pavia..

## Struttura
L'edificio, oggi inglobato nel borgo, tipico insediamento medievale di collina, è una struttura complessa costituita da vari corpi di fabbrica, molto manipolati nel corso del tempo, sostenuti sul lato ad ovest da un muraglione, una sorta di bastione in pietra. La struttura originaria era circondata da mura di cui rimangono alcune tracce sul lato a nord. Un camino, proveniente dal castello, è esposto nei Civici Musei di Piacenza.